# Michael Cuesta
Michael Cuesta (New York, 8 juli 1963) is een Amerikaanse film- en televisieregisseur.

## Carrière
Michael Cuesta startte zijn filmcarrière met het drama L.I.E. (2001), dat hij samen met Stephen Ryder en zijn broer Gerald Cuesta had geschreven. De hoofdrol in die prent werd vertolkt door de zestienjarige Paul Dano. In 2005 regisseerde hij het coming of age-verhaal 12 and Holding. Enkele jaren later filmde Cuesta met Tell-Tale (2009) zijn eerste thriller. De film, die geproduceerd werd door de broers Ridley en Tony Scott, was lichtjes gebaseerd op het horrorverhaal The Tell-Tale Heart (1843) van auteur Edgar Allan Poe. In 2014 verfilmde hij in Kill the Messenger het levensverhaal van de controversiële onderzoeksjournalist Gary Webb.
Een jaar na zijn filmdebuut ging Cuesta ook aan de slag als televisieregisseur. Zo werkte hij vanaf 2002 mee aan bekende series als Six Feet Under, Dexter, True Blood en  Homeland.

## Filmografie

### Film
- L.I.E. (2001)
- 12 and Holding (2006)
- Tell-Tale (2009)
- Roadie (2011)
- Kill the Messenger (2014)
- American Assassin (2017)

### Televisie (selectie)
- Six Feet Under (5 afleveringen)
- Dexter (5 afleveringen)
- True Blood (1 aflevering)
- Blue Bloods (1 aflevering)
- Elementary (1 aflevering)
- Homeland (9 afleveringen)
- City on a Hill (1 aflevering)
- Daredevil: Born Again (2 afleveringen)